# 傷物語
《傷物語》（日语：／ Kizumonogatari）是西尾維新在《講談社BOX》上刊載的輕小說，由台灣插畫家VOFAN負責其中的插畫。本作為同系列《化物語》的前傳。

## 故事概要
本系列故事的开端，以主角阿良良木曆遇到受伤的吸血鬼——姬丝秀忒・雅賽蘿拉莉昂・刃下心——并将其救下后而所发生的各种事件。

## 登場人物
阿良良木曆（聲優：神谷浩史）
私立直江津高中二年級生，朋友不多。獨個兒遇上黑夜出現的吸血鬼。
姬絲秀忒．雅賽蘿拉莉昂．刃下心（聲優：坂本真綾）
近日來到城鎮的吸血鬼，觸發了不少恐怖傳聞。在受重傷下遇上曆。
羽川翼（聲優：堀江由衣）
私立直江津高中二年級生，多方面的學業優異生，與曆相識後成為吸血鬼事件的重要見證人。
忍野咩咩（聲優：櫻井孝宏）
怪異專家，四處調理人類與怪異之間的平衡。

## 輕小說
輕小說于讲谈社BOX刊载。
| 冊數   | 发售日 (日)  | ISBN (日)              | 發售日 (台)  | ISBN (台)              | 收录章节            |
| ------ | ------------ | ---------------------- | ------------ | ---------------------- | ------------------- |
| 傷物語 | 2008年5月7日 | ISBN 978-4-06-283663-0 | 2011年8月9日 | ISBN 978-957-10-4559-7 | 第零章 「曆吸血鬼」 |

## 劇場版動畫
官方於2010年7月公佈本作即將製作成動畫，隨後於2011年3月30日公佈作品形式為動畫電影，原定於2012年內上映。
2011年9月15日，《西尾維新動畫PROJECT》舉辦最新情報發佈會，並啟動全新官方網站，播放一段包含新製作畫面和製作人員名單的PV，在《化物語》動畫製作班底下加入多人。但後來經製片人確認，製作於決定全部《物語系列》動畫化之時不再處於最優先，而官方亦在所有公開資料刪去「2012年上映」的字句。
2015年10月7日，官方重新投入前線宣傳，宣佈本作將會分為三部上映。第一部《傷物語Ⅰ 鐵血篇》於2016年1月8日上映，片長64分鐘；第二部《傷物語Ⅱ 熱血篇》於2016年8月19日上映，片長69分鐘；第三部《傷物語Ⅲ 冷血篇》於2017年1月6日上映，片長83分鐘。

### 製作人員
- 原作：西尾維新「傷物語」（講談社BOX）
- 角色原案：VOFAN
- 總監督：新房昭之
- 監督、分鏡：尾石達也
- 角色設計：渡邊明夫、守岡英行
- 主要動畫師：阿部嚴一朗、山村洋貴
- 製作設計：武內宣之
- 音響監督：鶴岡陽太
- 音楽：神前曉
- 動畫製作：SHAFT
- 製作：Aniplex、講談社、SHAFT
- 發行：東寶

### 相关音乐
热血篇：
片尾曲：「étoile et toi」
作詞： meg rock ，作曲： 神前暁 ，編曲： 神前暁、高田龍一 ，歌 ： Clémentine
冷血篇：
片尾曲：[étoile et toi [édition le blanc]]
作詞： meg rock ，作曲： 神前暁 ，編曲：高田龍一 ，歌： Clémentine&Ainhoa

### 贈品小說
上映首四星期，官方將向入場觀眾派發系列與其他西尾維新作品合作之跨界小說《混物语》。
Ⅰ 鐵血篇
1. 第忘話 今日子平衡（忘卻偵探系列）
2. 第強話 潤建設（最強系列）
3. 第法話 鑿規則（傳說系列）
4. 第眼話 眉美紅眼（美少年系列）

Ⅱ 熱血篇
1. 第病話 黑貓賭局（世界系列）
2. 第血話 莉絲佳血（新本格魔法少女莉絲佳）
3. 第刀話 否定清晰（刀語）
4. 第殺話 伊織風雅（人間系列）

Ⅲ 冷血篇
1. 第軍話 子荻戰隊（戲言系列）
2. 第招話 彩三胞胎（戲言系列）

## 外部連結
- 劇場版動畫官方網站 （页面存档备份，存于）（日語）
- 官方博客资讯（日語）